# Gmina Colfax (hrabstwo Boone)

Położenie Gminy Colfax w hrabstwie Boone

Gmina Colfax (ang. Colfax Township) – gmina w USA, w stanie Iowa, w hrabstwie Boone. Według danych z 2000 roku gmina miała 746 mieszkańców.